# Грузино-южноосетинский конфликт

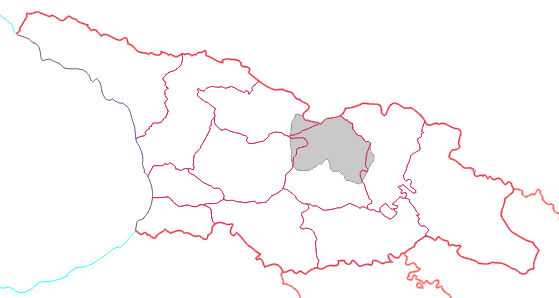
Южная Осетия на карте Грузии

Югоосети́нский конфли́кт (Грузи́но-югоосети́нский конфли́кт) — этнополитический конфликт в Грузии между центральным руководством Грузии и самопровозглашённой Республикой Южная Осетия (с конца 1980-х гг. по настоящее время). Обострение осетино-грузинских отношений было вызвано резкой активизацией национальных движений в последние годы существования СССР и стремлением малых народов к повышению своего статуса и образованию независимого государства (развитием сепаратизма в Южной Осетии, с точки зрения грузинских властей). Развитию конфликта способствовало ослабление государственной власти и последовавший распад СССР.
За период с 1989 года напряжённость в регионе, где грузины составляли около трети населения, трижды (1991—1992, 2004, 2008) перерастала в масштабные кровопролитные столкновения, сопровождавшиеся многочисленными жертвами и разрушениями. Многие мирные граждане в результате конфликта были вынуждены покинуть свои дома.
Прежде всего, значительное число осетин бежало из Южной Осетии на территорию Северной Осетии в Пригородный район. Вторая группа беженцев — около ста тысяч осетин, вынужденных бежать из внутренних районов Грузии, расселились на территории как Южной, так и Северной Осетии. Наконец, во внутренние районы Грузии была вынуждена бежать значительная часть грузинского населения Южной Осетии.
С 1992 года Южная Осетия существовала как фактически самостоятельное непризнанное государство, относительно небольшую часть территории которого, однако, контролировало грузинское правительство. Безопасность в регионе были призваны поддерживать Смешанные силы по поддержанию мира, созданные в соответствии с Дагомысскими соглашениями 1992 г. между Россией и Грузией.
В августе 2008 года, после войны с участием Грузии, России, Южной Осетии и Абхазии российское руководство объявило о признании государственной самостоятельности Республики Южная Осетия. Примеру России последовали Никарагуа, Венесуэла и Науру, а в дальнейшем также Тувалу и Сирия.

## Предыстория конфликта
Территории по обе стороны Кавказского хребта, населённые осетинами, вошли в состав Российской империи в конце XVIII — начале XIX вв. Бо́льшая часть современной Южной Осетии входила в состав Грузино-Имеретинской губернии, а с 28 февраля 1847 года — в состав вновь образованной Тифлисской губернии. Северная Осетия была частью Ставропольской губернии, а затем — Терской области.

### В составеГрузинской ССР
При советской власти разделение осетинского народа на разные административные единицы сохранилось. 20 апреля 1922 года декретом № 2 Всегрузинского Центрального Исполнительного Комитета (ЦИК) Советов рабочих, крестьянских и красноармейских депутатов и Совета Народных Комиссаров (СНК) ССР Грузии была образована «автономная область Юго-Осетии» как составная часть Грузинской ССР с центром в городе Цхинвал. В автономную область были включены части территорий Горийского и Душетского уездов бывшей Тифлисской губернии и Рачинского и Шоропанского уездов Кутаисской губернии. Северная Осетия с 20 января 1921 была в составе Горской АССР, с 7 июля 1924 вошла как Северо-Осетинская АССР в состав РСФСР.
Несмотря на требования осетинского большинства, советское руководство во главе со Сталиным отказалось от создания единой осетинской автономии, которая включала бы Южную и Северную Осетию. Летом 1944 года власти ГССР перевели школьное образование на русский и грузинский языки, запретив при этом преподавание на осетинском языке. В 1949 году на грузинский и русский языки были переведены также начальные классы югоосетинских школ. Лишь в 1956 году Президиум ЦК КПСС принял специальное постановление «Об ошибках и недостатках в работе ЦК КП Грузии».

## 1989 год
В конце 1980-х гг активизация грузинского национального движения и экстремистские действия его руководителей (прежде всего, Звиада Гамсахурдиа) привели к резкому обострению межнациональных отношений в Грузинской ССР.
В августе 1989 года Верховный Совет Грузинской ССР объявил грузинский язык официальным языком в республике. Созданное в ноябре 1988 года осетинское общественное движение «Адамон Ныхас» обратилось к Совету министров, Верховному совету СССР и ЦК КПСС с протестом против этого решения и с требованием рассмотреть вопрос об объединении Северной и Южной Осетии. Позднее Совет народных депутатов Юго-Осетинской автономной области объявил официальным языком региона осетинский.
10 ноября 1989 года Совет народных депутатов Юго-Осетинской автономной области принял решение о преобразовании Юго-Осетинской автономной области в автономную республику в составе Грузинской ССР.
16 ноября Президиум Верховного совета Грузинской ССР признал это решение незаконным и создал «комиссию по изучению вопросов, связанных со статусом Юго-Осетинской АО».
23 ноября была предпринята попытка проведения в Цхинвале митинга, для участия в котором из разных районов Грузии сюда на автобусах прибыло несколько тысяч сторонников грузинских националистических движений, которых возглавили Звиад Гамсахурдиа и первый секретарь ЦК Компартии Грузии Гиви Гумбаридзе. Колонна была остановлена у въезда в город. Вооружённое противостояние участников акции, местных властей, милиции и осетинского населения длилось двое суток. Как минимум шесть человек погибли, 27 получили огнестрельные ранения и 140 было госпитализировано. После ухода большинства участников марша, в окружающих Цхинвал грузинских сёлах, через которые проходят все дороги в город, обосновались члены неформальной организации «Белый легион» (?), терроризировавшие проезжающих по ним осетин. Подход Гамсахурдии на Цхинвал рассматривался Западом как нарушение прав человека, а его неспособность сохранить территориальную целостность Грузии препятствовала международному признанию. К концу 1991 года Грузия была единственной бывшей советской республикой, официально не признанной большинством западных держав.

## 1990 год
9 марта 1990 года Верховный совет Грузинской ССР принял декрет о гарантиях суверенитета республики, денонсировав Союзный договор 1922 года. В апреле — июне Верховный совет Грузинской ССР признал незаконными все юридические акты, принятые после установления в Грузии Советской власти в 1921 году, включая Закон СССР о разграничении полномочий между Союзом ССР и субъектами федерации и Закон СССР о выходе из СССР.
Совет народных депутатов Южной Осетии одновременно принимает постановления о действии Конституции СССР и законов СССР на территории ЮОАО.
В августе 1990 г. Верховный совет Грузии принял закон, запрещающий региональным партиям участвовать в выборах в республиканский парламент. В Южной Осетии это было воспринято как решение, направленное против движения «Адамон Ныхас».
20 сентября 1990 г. Совет народных депутатов Юго-Осетинской автономной области провозгласил создание Юго-Осетинской Советской демократической республики (с 28 ноября — Юго-Осетинская Советская республика), принял Декларацию о национальном суверенитете и обратился к советскому правительству с требованием о признании самостоятельности республики.
В октябре 1990 г. Южная Осетия бойкотировала проведение выборов Верховного совета Грузии. К власти в Грузии тем временем на волне подъёма национализма пришёл возглавивший «Круглый стол» Звиад Гамсахурдиа, которому приписывался лозунг «Грузия для грузин, осетины, вон из Грузии»[нейтральность?]. Гамсахурдиа, получивший со своим блоком 56 % мест в парламенте, возглавил Верховный совет.
В ноябре чрезвычайная сессия Совета народных депутатов Южной Осетии заявила о том, что Южная Осетия должна стать самостоятельным субъектом подписания Союзного договора.
7 декабря в Цхинвал был введён полк внутренних войск СССР из состава Тбилисского гарнизона.
9 декабря прошли выборы в Верховный Совет Юго-Осетинской Советской Республики. Грузинское население их бойкотировало.
10 декабря председателем Верховного совета Южной Осетии был избран Торез Кулумбегов, его заместителями — А.Чочиев (руководитель движения «Адамон Ныхас») и Е.Дзагоева. Кулумбегов одновременно возглавил правительство Южной Осетии. В тот же день Верховный совет Грузии принял решение об аннулировании результатов выборов югоосетинских органов власти и об упразднении осетинской автономии, разделив её территорию между соседними районами.
11 декабря 1990 в Цхинвале в межэтническом столкновении погибли три человека, и грузинские власти ввели в Цхинвале и Джавском районе — регионе компактного проживания осетин — чрезвычайное положение.
С середины декабря в Цхинвал из-за блокады практически перестало поступать продовольствие. К Новому году силами грузинской милиции было упразднено областное управление внутренних дел Юго-Осетии и принято на хранение около 200 автоматов.

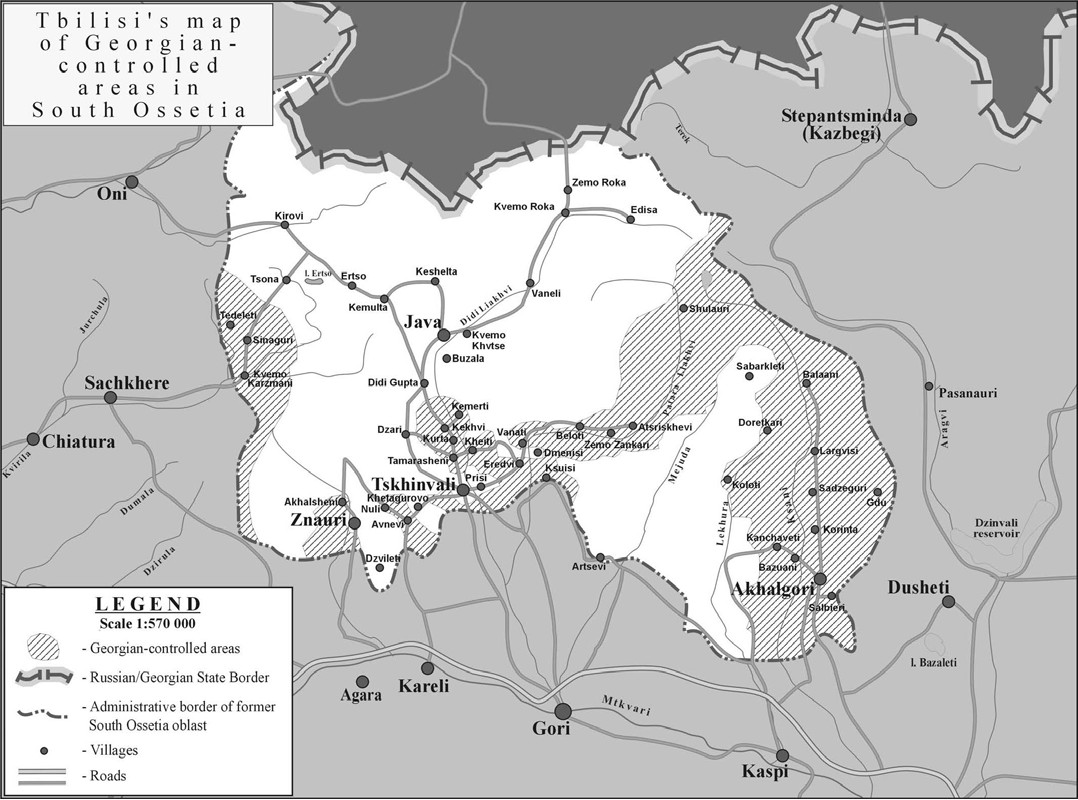
Южная Осетия — осетинские и грузинские территории (по данным Грузии)

Характеризуя впоследствии эти события, грузинский исследователь Автандил Ментешашвили писал: 
Масла в огонь подлили и радикальные лидеры национально-освободительного движения Грузии своими поспешными, необдуманными действиями, высказываниями и призывами на митингах, в прессе и по телевидению. Вспомним хотя бы многотысячный поход на Цхинвал в декабре 1989 года. Зачастую их некомпетентность, политическая близорукость, амбициозность, националистический популизм способствовали усилению и углублению начавшейся конфронтации. Никто из этих лидеров не хотел думать, какой отклик получат их призывы и лозунги у проживающих в Грузии абхазов и осетин и представителей других национальностей.
Политика Звиада Гамсахурдиа, ставшего в ноябре 1990 года председателем Верховного Совета Грузии, а затем и первым президентом страны, наглядно свидетельствует, что не всегда диссиденты становятся мудрыми правителями, встав во главе государства. Иллюстрацией этому является та поспешность, с которой З. Гамсахурдиа обратился к парламенту Грузии в ноябре 1990 г. с предложением ликвидировать Юго-Осетинскую автономную область, кстати, аплодисментами встреченным оппозицией. О последствиях никто не хотел думать. Что последовало за этим, мы все хорошо знаем: военные приготовления в Цхинвали и антиосетинский синдром в Грузии.

## Война 1991—1992

Южная Осетия — от Цхинвали до российской границы

В начале января 1991 г. Верховный совет Грузии принял закон о формировании Национальной гвардии.
В ночь с 5 на 6 января по приказу Звиада Гамсахурдиа в Цхинвали были направлены грузинские вооружённые формирования — милиция и национальные гвардейцы, попытавшиеся установить контроль над городом. Полк внутренних войск СССР, несмотря на предупреждения югоосетинского руководства о готовящемся нападении, снял посты на въезде в Цхинвали и беспрепятственно пропустил грузин. Внутренние войска были отведены в военные городки (в Цхинвали до середины 1992 г. были расквартированы два полка Советской Армии — инженерно-сапёрный и вертолётный).
27 декабря 1991 года американская неправительственная организация Helsinki Watch (предшественник Human Rights Watch) опубликовала отчет о нарушении прав человека правительством Гамсахурдии. Доклад содержал информацию о нарушении свободы собраний, свободе слова, свободе прессы в Грузии, о политическом заключении, нарушении прав человека грузинским правительством и военизированными формированиями в Южной Осетии и других нарушениях прав человека.
7 января президент СССР Михаил Горбачёв издал указ с осуждением и декларации о суверенитете Южной Осетии, и действий Верховного совета Грузии, а также с требованием вывести из региона все вооружённые формирования, кроме частей МВД СССР. Это требование не было выполнено. Верховный Совет Грузии постановил, что указ является грубым вмешательством во внутренние дела республики.
29 января руководитель Южной Осетии Торез Кулумбегов был обманным путём вывезен из Цхинвали, доставлен в Тбилиси и помещён в тюрьму, откуда он вышел лишь 7 января 1992 г. Республикой в его отсутствие руководил Знаур Гассиев.
Потерпев неудачу в силовом решении конфликта, власти Грузии установили блокаду Южной Осетии. 1 февраля 1991 г. было отключено её энергоснабжение. По сообщениям осетинской стороны, это привело к многочисленным жертвам от холодов среди стариков и детей. Грузинские войска блокировали Транскавказскую автомагистраль, по которой в Цхинвали поступало продовольствие.
17 марта 1991 года в городе Цхинвали и контролировавшихся осетинской стороной населённых пунктах прошёл Всесоюзный референдум о сохранении СССР. На территориях, подконтрольных официальному Тбилиси, референдум, в нарушение действующего законодательства, не проводился, хотя Грузия ещё была частью СССР. Более 70 процентов жителей Южной Осетии, принявших участие высказались за сохранение СССР. Это позволило руководству Южной Осетии после восстановления государственной независимости Грузии 9 апреля 1991 года самостоятельно принять решение о пребывании автономии в составе СССР на основании Закона о порядке разрешения вопросов, связанных с выходом союзной республики из Союза ССР. Грузия вышла из состава СССР, а Южная Осетия осталась в составе СССР, что означало политико-правовое размежевание Южной Осетии и Грузии.
В течение 1991 продолжались периодические вооружённые столкновения. Начался поток беженцев из зоны конфликта на российскую территорию, в первую очередь в Северную Осетию. Беженцы, которым приходилось пересекать территории, контролируемые грузинскими силами, подвергались вооружённым нападениям. Известны несколько случаев массовых расправ над беженцами-осетинами (в частности, расстрел осетинских беженцев на Зарской дороге и убийство в Ередви 12 осетин). Одновременно, по данным Организации по безопасности и сотрудничеству в Европе и осетинской стороны, жёсткому давлению в 1990—1991 подвергались этнические осетины, проживавшие во внутренних районах Грузии.
Грузинская милиция и Национальная гвардия контролировали стратегические высоты вокруг Цхинвали и осуществляли обстрелы города, приводившие к многочисленным разрушениям и жертвам. Осетинские отряды, базировавшиеся в блокированном Цхинвали, испытывали острую нехватку оружия и боеприпасов и действовали мелкими диверсионными группами. Гуманитарная ситуация в бывшей автономной области и городе была катастрофической. Убитых приходилось хоронить в городских дворах.
4 мая 1991 года Собрание народных депутатов Южной Осетии всех уровней проголосовало за отмену самопровозглашённой Юго-Осетинской Советской республики и возвращение к статусу автономной области.
1 сентября 1991 года Совет народных депутатов Юго-Осетинской АО отменил решения Собрания депутатов всех уровней 4 мая как юридически неправомочное и восстановил республиканский статус Южной Осетии.
21 декабря 1991 года Верховный Совет Республики Южная Осетия принимает Декларацию о независимости.
19 января 1992 года в Южной Осетии состоялся референдум по вопросу о государственной независимости и (или) воссоединении с Россией. Большинство участвовавших в референдуме поддержало это предложение, но значительная часть населения, включая практически всех этнических грузин, бойкотировала референдум.
На окончательный итог вооружённого противостояния в значительной степени повлияла политическая нестабильность в самой Грузии, где в конце 1991 — начале 1992 года вспыхнула гражданская война и произошёл государственный переворот, Звиад Гамсахурдиа был смещён и бежал, а власть в Грузии перешла к Военному совету. Военный совет сделал несколько политических жестов с целью сгладить наследие Гамсахурдиа, в том числе освободил из-под ареста осетинского лидера Тореза Кулумбегова. В марте 1992 года Военный совет передал власть Государственному совету во главе с Эдуардом Шеварднадзе.
Новое грузинское руководство (Эдуард Шеварднадзе, Тенгиз Китовани и Джаба Иоселиани) весной 1992 года спровоцировало военные действия в Южной Осетии. К середине июня грузинские отряды вплотную подошли к Цхинвали, что создало реальную угрозу захвата города. Под давлением российского руководства, однако, Эдуард Шеварднадзе был вынужден пойти на уступки и начать переговоры о мирном урегулировании.
Вооружённые столкновения были прекращены с подписанием 24 июня 1992 года Борисом Ельциным и Эдуардом Шеварднадзе Сочинского соглашения о принципах урегулирования конфликта. Всего в ходе боевых действий безвозвратные потери (убитые и пропавшие без вести) с осетинской стороны составили 1 тыс. человек, при свыше 2,5 тыс. раненых. От 60 до 100 осетинских деревень были сожжены, разрушены грузинскими силами или иным образом заброшены. Несколько сел подверглись этническим чисткам со стороны грузинских сил. С другой стороны, грузины, проживающие на подконтрольной осетинам территории, были «легкой мишенью»: дома, занятые грузинами, выделялись, разграблялись.
14 июля 1992 года был прекращён огонь и, согласно Сочинскому соглашению, в зону конфликта для разъединения противостоящих друг другу сил были введены Смешанные силы по поддержанию мира (ССПМ) в составе трёх батальонов — российского, грузинского и осетинского. ССПМ контролировалось Смешанной контрольной комиссии (СКК), также в Цхинвали была размещена Миссия наблюдателей от ОБСЕ.

## Попытки мирного урегулирования 1992—2004
После подписания Сочинского соглашения Южная Осетия стала фактически самостоятельным государственным образованием.
2 ноября 1993 года была принята конституция республики.
30 октября 1995 года при посредничестве России и ОБСЕ между грузинской и осетинской сторонами начались переговоры о мирном урегулировании конфликта. 16 мая 1996 года в Москве был подписан «Меморандум о мерах по обеспечению безопасности и укреплению взаимного доверия». За подписанием этого документа последовало несколько встреч между президентом Грузии Эдуардом Шеварднадзе и де-факто президентом Южной Осетии Людвигом Чибировым, а также главами правительств Грузии и Южной Осетии.
Беженцы начали возвращаться в зону конфликта, однако усилению этого процесса мешала тяжёлая экономическая ситуация в регионе.
В регионе, по утверждению грузинских властей, широкое распространение получила контрабанда. Грузия обвиняла руководство Южной Осетии в том, что в отсутствие контроля со стороны центральных властей Южная Осетия фактически превратилась в центр контрабандной торговли, центром которой стал Эргнетский рынок. Контрабанда лишала бюджет Грузии значительной части потенциального дохода. С другой стороны, деньги от контрабанды, как утверждалось грузинскими властями, способствовали укреплению сепаратистского режима. По утверждению Секретаря совета национальной безопасности Грузии Гела Бежуашвили, также происходила наркоторговля и незаконная торговля оружием.
Грузинские власти всегда продолжали рассматривать Южную Осетию как свою административную единицу — Цхинвальский регион, но до прихода к власти Михаила Саакашвили активных действий по восстановлению контроля над Южной Осетией не предпринимали.

## Обострение отношений в 2004 году
Очередное обострение ситуации произошло в начале 2004 года, после того как новое руководство Грузии объявило о курсе на восстановление территориальной целостности страны и борьбу с контрабандой.
В рамках этой операции 31 мая 2004 года грузинская сторона перебросила без согласования с ССПМ и СКК на территорию конфликта (где имеют право находиться только силы ССПМ и сотрудники местных правоохранительных органов) подразделения своих внутренних войск и тяжёлую военную технику. Как заявило информационное агентство РИА «Новости» со ссылкой на Минобороны Грузии, в зону конфликта было введено 350 военнослужащих, по данным осетинской стороны — 800 человек.
11 июня 2004 года грузинские власти ликвидировали Эргнетский рынок, обеспечивавший работой несколько тысяч человек как осетинского так и грузинского населения Южной Осетии и прилегающих районов Грузии — огромный оптовый рынок на границе Южной Осетии и Горийского района Грузии, открывшийся в начале 1990-х годов и к 2003 году превратившийся в один из крупнейших пунктов товарообмена с оборотом свыше 100 миллионов долларов в год. По оценкам экспертов, с конца 1990-х годов Эргнетский рынок был главным фактором сближения грузинского и осетинского сообществ. Закрытие рынка было санкционировано правительством Грузии в связи с проведением «антиконтрабандной операции в Цхинвальском регионе».
Результатом начавшегося после ввода войск и закрытия рынка противостояния между Грузией и Южной Осетией стали жертвы среди мирного осетинского населения и военнослужащих с обеих сторон, разрушения домов жителей осетинских и грузинских сёл. Со второй половины июля 2004 года на территории Южной Осетии происходили регулярные обстрелы города Цхинвали, осетинских и грузинских сёл из стрелкового оружия, гаубиц и миномётов. На этом фоне президент Грузии Михаил Саакашвили и его окружение сделали несколько резких заявлений, обвиняя Россию в попустительстве властям Южной Осетии и Абхазии, не желающим урегулировать отношения с Грузией.
Одновременно началась дипломатическая война между Грузией и Россией. Тбилиси обратился в международные организации, обвинив Москву в поддержке «сепаратистского» режима, и начал требовать вывода из Южной Осетии российских миротворцев.
До конца августа грузинские силы безуспешно пытались взять стратегические высоты у Цхинвали, но, потеряв около 20 человек, были выведены из зоны конфликта в Гори. Осетинские вооружённые формирования отошли в Джавский район Южной Осетии. В связи с поражением грузинских сил со своего поста был смещён начальник генштаба Минобороны Грузии Гиви Иукуридзе.
События лета 2004 года привели к усилению межэтнической неприязни между двумя общинами, фактически прекратились контакты на уровне неправительственных организаций, мелкого бизнеса. Грузино-осетинские взаимоотношения практически ограничились крайне напряжённым общением в формате Смешанной Контрольной Комиссии и обменом официальными заявлениями по поводу убийств и похищений людей, захватов заложников, перекрытия Транскама, присутствия в зоне конфликта российских миротворцев. Большинство встреч в формате СКК с лета 2004 года носило экстренный, чрезвычайный характер.
В сложившейся ситуации парламент, президент и общественность Южной Осетии продолжали обращаться к руководству России с просьбами о принятии Южной Осетии в состав России и воссоединении Южной и Северной Осетии в границах Российской Федерации. Власти и общественные организации Южной Осетии требовали сохранения мандата миротворческих сил, рассматривая российских миротворцев как главного гаранта безопасности в зоне конфликта.
Грузинская сторона требовала от России соблюдения территориальной целостности грузинского государства и прекращения поддержки непризнанных республик — Абхазии и Южной Осетии. Грузия настаивала на пересмотре Сочинских соглашений 1992 года, согласно которым в Южную Осетию были введены российские миротворцы.
В начале сентября 2004 года генерал-майор Святослав Набздоров передал пост командующего Смешанными силами по поддержанию мира (ССПМ) в зоне грузино-осетинского конфликта генерал-майору Марату Кулахметову, который до этого командовал дислоцированной во Владикавказе 19-й мотострелковой дивизией.
5 ноября 2004 года в ходе переговоров между премьер-министром Грузии Зурабом Жвания и де-факто президентом Южной Осетии Эдуардом Кокойты было подписано соглашение о демилитаризации зоны конфликта.

## 2005
В конце 2004 — начале 2005 года грузинский президент Михаил Саакашвили обнародовал новые мирные инициативы в отношении Южной Осетии, предложив региону статус широкой автономии. Грузинский план урегулирования предполагал изменение формата Смешанной контрольной комиссии с привлечением в неё представителей США и ЕС, а также демилитаризацию зоны конфликта (в частности, вывод российского миротворческого контингента). Южная Осетия отвергла эти предложения.
Тем временем в феврале 2005 года при до сих пор не выясненных обстоятельствах погиб премьер-министр Грузии Зураб Жвания, курировавший проблемы югоосетинского урегулирования. Принятые в ноябре 2004 г. решения Смешанной контрольной комиссии, касающиеся ликвидации фортификационных сооружений в зоне конфликта, остались невыполненными.
Состоявшийся в октябре 2005 года съезд российских граждан Южной Осетии принял декларацию и обращение к президенту России Владимиру Путину, в которых было зафиксировано стремление общественности Южной Осетии к восстановлению единства Осетии в границах Российской Федерации как «акту исторической справедливости». Парламент, президент и общественность Южной Осетии обратились к парламенту и президенту Российской Федерации с просьбой о принятии Южной Осетии в состав России и защите проживающих в ней российских граждан, составляющих 95 % населения республики. В обращении к президенту Путину, принятом на съезде, были зафиксированы основные ожидания общественности Южной Осетии: принятие мер, направленных на недопущение эскалации грузино-осетинского конфликта и новой вооружённой агрессии со стороны Грузии; обеспечение защиты российских граждан, проживающих в Южной Осетии и рассмотрение вопроса о дипломатическом признании РЮО Россией с последующим принятием в состав Российской Федерации; обеспечение социальных гарантий и социальной защиты российских граждан Южной Осетии наравне с гражданами, проживающими на территории России и в том же объёме; решение вопроса о выдаче общегражданских паспортов РФ жителям Южной Осетии как основного документа, удостоверяющего личность; рассмотрение вопроса о включении в Общественную палату РФ представителя российских граждан Южной Осетии.

## 2006

### Февраль
В начале февраля 2006 г. словесная война между Россией и Грузией усилилась как никогда. Поводом для обострения стал ДТП с участием российского военного грузовика: 1 февраля в окрестностях грузинского села Тквиави принадлежащий российским силам ССПМ «Урал» столкнулся с частными «Жигулями». На место происшествия из Гори было переброшено подразделение спецназа бригады Министерства обороны Грузии, российские миротворцы ССПМ подтянули свою бронетехнику, по тревоге были подняты и подразделения армии Южной Осетии. Командующему ССПМ генерал-майору Марату Кулахметову удалось развести стороны, однако грузинская полиция забрала «Урал», отправив его на штрафную стоянку в Гори.
Министр обороны Грузии Ираклий Окруашвили заявил, что возмущён «наглостью российских миротворцев». Председатель грузинского парламента Нино Бурджанадзе отмечал, что Грузия «постоянно находится перед угрозой провокаций и взрывов», заявляя об отсутствии «позитивных шагов со стороны России».
Секретарь Совета безопасности Грузии Константин Кемулария заявлял, что наличие российских миротворцев в конфликтных зонах «создаёт угрозу стране». Грузинский парламент готовился заслушать доклад правительства «О ситуации в Южной Осетии» и принять постановление, требующее начать процедуру вывода российских миротворцев.
6 февраля председатель комитета по обороне и национальной безопасности парламента Грузии Гиви Таргамадзе заявил, что российские миротворцы не выполняют своих обязанностей в зоне конфликта в Южной Осетии и должны быть оттуда выведены — если необходимо, с применением силы.
В ответ командующий ССПМ генерал-майор Марат Кулахметов заявил, что для прекращения мандата миротворческих сил в Южной Осетии должно быть принято согласованное политическое решение, а не односторонние силовые акции. Миротворцы будут отвечать в соответствии с их мандатом, предусматривающим, что любые действия, препятствующие исполнению миротворцами своих обязанностей, должны пресекаться вплоть до применения оружия.
Поздним вечером 8 февраля южноосетинские военные обнаружили прибытие десяти грузовиков «КамАЗ» со стороны Гори в село Эредви, на границе Южной Осетии и Грузии. По данным Минобороны Южной Осетии, в грузовиках находились 250 бойцов Горийской пехотной бригады ВС Грузии. В ту же ночь «КамАЗы» уехали обратно. На запрос командования миротворческих сил госминистр Грузии Георгий Хаиндрава вначале заявил, что грузинские военные прибыли, чтобы «заполнить квоту грузинских миротворцев в Южной Осетии», однако впоследствии сказал, что никакие войска в Эредви не перебрасывались, и обвинил М. Кулахметова в дезинформации. Тем не менее российские миротворцы ввели в грузинские сёла тяжёлую военную технику и сообщили Министерству обороны России, что Грузия перебросила в зону конфликта свои войска.
Одновременно руководитель министерства обороны Южной Осетии Анатолий Баранкевич привёл свои войска в состояние повышенной боеготовности и вывел к границам Южной Осетии бронетехнику. Солдаты заняли окопы и блиндажи, вырытые в приграничной зоне.
Осетинские и миротворческие силы вернулись в места постоянной дислокации лишь после того, как 10 февраля военная полиция Грузии освободила троих российских офицеров, задержанных за неделю до этого в Южной Осетии, — сотрудников главкомата сухопутных войск Минобороны России Владимира Иванова и Геннадия Петросяна, а также представителя военной автоинспекции Валерия Крока. Полицейские передали офицеров представителям миссии ОБСЕ в Грузии на окраине грузинского села Кехви на территории Южной Осетии.
Офицеры прибыли в Южную Осетию для расследования обстоятельств ДТП, произошедшего 1 февраля, но были задержаны под предлогом отсутствия у них грузинских виз ещё на пути в штаб миротворцев в селе Курта, расположенном по дороге к Цхинвали.
Министр обороны Грузии Ираклий Окруашвили объявил после этого инцидента, что Грузия введёт визовый режим для российских миротворцев, так что все военнослужащие, не имеющие виз, будут задерживаться. В МИД России заявили, что готовы к консультациям по поводу виз, но данный шаг однозначно направлен на нагнетание напряжённости в зоне конфликта. Именно визовые проблемы уже выступали в качестве повода для задержаний российских офицеров в 2004—2005 годах, когда Грузия проводила кампанию против присутствия российских баз на своей территории.
13 февраля 2006 года в Тбилиси состоялось расширенное заседание комитета по обороне и безопасности парламента Грузии. В начале заседания государственный министр Грузии по урегулированию конфликтов Георгий Хаиндрава представил нарушения Дагомысских соглашений, которые, по его мнению, допускают российские миротворцы в Южной Осетии. Главное из них — парад военной техники, проведённый осетинской стороной в Цхинвали 20 сентября 2005 года, когда Южная Осетия отмечала День республики. В параде участвовали танки, боевые машины пехоты и самоходные артиллерийские установки. По словам Хаиндравы, утверждения осетинской стороны, что эта техника будто бы была захвачена у грузинской армии во время вооружённого конфликта, не соответствуют действительности, поскольку грузинские ВС в то время такой техники не имели. Хаиндрава уверен, что эта боевая техника была получена из России через Рокский тоннель. Таким образом, по его мнению, российские миротворческие силы не выполняют главной задачи — демилитаризации зоны конфликта. Миротворческая операция российских войск создаёт угрозу грузинской государственности, и дальнейшее пребывание российских миротворцев на этой территории недопустимо.
Георгий Хаиндрава привёл следующие факты в доказательство своих заявлений:
- при попустительстве российских миротворцев в Южной Осетии действует министерство обороны, которое финансирует Россия;
- российские военные руководят учениями южноосетинских вооружённых формирований;
- командующий миротворческими силами Марат Кулахметов действует в интересах российского Министерства обороны, а не как нейтральная сторона;
- выдача российских паспортов населению Южной Осетии, прокладывание ветки газопровода из Северной Осетии в Южную и финансирование российским правительством строительства объездной дороги на территории Южной Осетии являются «экономической диверсией» и «грубым нарушением всех международных норм».

Министр иностранных дел Грузии Гела Бежуашвили подверг критике заявление российского президента Путина о том, что если Запад признаёт Косово, то Россия может признать Абхазию и Южную Осетию. Он считает, что, оправдывая сепаратистов в Южной Осетии, Россия должна оправдать их и в Чечне, а заявления МИД России о том, что Россия будет защищать своих граждан в Южной Осетии, означают прямую угрозу Грузии применением силы.
Представитель МВД Грузии обвинил российские спецслужбы в том, что, под прикрытием миротворцев, они устраивают теракты на территории Грузии (теракт в Гори летом 2005 года, подрыв ЛЭП в октябре 2004 года), чтобы дестабилизировать обстановку в стране.
Министр обороны Ираклий Окруашвили привёл данные о составе южноосетинской армии: 2,5 тыс. профессиональных солдат и офицеров, 2,1 тыс. ополченцев, 26 танков Т-55, 57 БМП, 8 САУ, 19 ПЗРК «Игла» и «Стрела», 6 установок залпового огня «Град», а также миномёты и пушки различного калибра. Он представил собравшимся переносной зенитный ракетный комплекс «Стрела», который, по его словам, был изъят во время незаконной перевозки российскими военными с военной базы Ахалкалаки в Цхинвали.
Несмотря на всю представленную информацию, представители правительства Грузии отказались поддержать требование депутатов грузинского парламента о немедленном выводе российских миротворцев из Южной Осетии, поскольку, по словам министра иностранных дел Грузии Гелы Бежуашвили, «Наши друзья на Западе призывают нас к осторожности, и мы должны просчитать все риски, которые связаны с выводом миротворцев. Мы, конечно, негативно оцениваем роль миротворческих сил, но мы придерживаемся пути продолжения диалога с Россией. Нравится нам или нет, нам придётся вести консультации с Россией, потому что Россия — участник этого конфликта. И какое бы решение ни принял парламент, мы продолжим этот диалог».
15 февраля парламент Грузии принял постановление, в котором обвинил Россию в аннексии грузинской территории и поручил правительству пересмотреть Дагомысские соглашения 1992 года (предусматривавших создание Смешанной контрольной комиссии по урегулированию югоосетинского конфликта и ввод российских миротворцев в зону конфликта), передать в международные организации материалы, доказывающие невыполнение российскими миротворческими силами взятых на себя обязательств, и разработать новый мандат для замены российских военных миротворческим контингентом из других стран. За проект постановления проголосовали все 179 депутатов.
Сам Михаил Саакашвили, выступая в парламенте, несколько раз призывал к «огромной осторожности» и недопущению «скоропалительных шагов» в отношении сил ССПМ.
17 февраля парламент Южной Осетии обратился к Государственной думе и Федеральному собранию РФ с просьбой продолжить российскую миротворческую миссию в зоне грузино-осетинского конфликта «во имя спокойствия и безопасности народа, живущего в конфликтной зоне, российских граждан и соотечественников, во имя мира и стабильности на Кавказе». В тот же день Государственная дума России приняла постановление, в котором обратилась к Владимиру Путину с просьбой обеспечить национальную безопасность России в связи с обострением ситуации вокруг Южной Осетии.
17-18 февраля в Тбилиси под эгидой Евросоюза прошла Международная конференция по безопасности. Представитель Евросоюза по отношениям со странами ближнего зарубежья Бенита Ферреро-Вальднер по прибытии в Тбилиси заявила: «Ваши друзья советуют вам обеспечить безопасность Грузии путём мирного диалога с абхазами и осетинами». Наблюдатели расценили проведение этой конференции как некое послание Запада руководству Грузии, означающее, что евроинтеграция Грузии возможна лишь при мирном решении существующих этнических конфликтов.
Президент Саакашвили, выступая перед участниками, заявил: «Мы будем очень осторожны в своих действиях, чтобы не привести к возобновлению войны в Южной Осетии». При этом он назвал Абхазию и Южную Осетию «кагэбэшными анклавами, где осуществляются мечты Дзержинского, Ежова, Берии и особенно Андропова, которого идеализируют в одном из крупных государств».
18 февраля в Тбилиси состоялось заседание координационного совета по урегулированию грузино-осетинского конфликта, созданного указом Михаила Саакашвили. Принятые решения призваны демонстрировать желание Грузии разрядить напряжённую обстановку, сложившуюся в зоне конфликта после принятия парламентом Грузии постановления о замене российских миротворцев.
В частности, с 20 февраля Грузия должна начать вывод из Южной Осетии подразделений военной полиции, а подразделения грузинских миротворцев начнут в одностороннем порядке засыпать блиндажи, траншеи и другие фортификационные сооружения в этом регионе.
Премьер-министр Грузии Зураб Ногаидели заявил, что грузинская сторона намерена проводить ротацию военнослужащих в грузинском миротворческом батальоне исключительно по согласованию с командованием ССПМ во главе с российским генералом М. Кулахметовым. Кроме того, доукомплектование грузинского миротворческого контингента, составляющего лишь 100 военнослужащих (вместо пятисот, положенных по Дагомысскому соглашению), будет происходить за счёт подразделений грузинской полиции, в которые входят местные жители грузинской национальности, а не частей министерства обороны Грузии. При этом ни один сотрудник и военнослужащий министерства обороны Грузии не сможет зайти в зону конфликта без специального разрешения министерства обороны, а списки имеющих такие разрешения будут переданы наблюдателям ОБСЕ. Ранее российская сторона высказывала подозрения, что слишком частая смена военнослужащих грузинского контингента может производиться для того, чтобы грузинские военнослужащие ознакомились с будущим театром военных действий.
20 февраля Грузия сняла блокаду всех дорог, ведущих в Южную Осетию, уладив таким образом очередное осложнение в отношениях между Тбилиси и Цхинвали, начавшееся с того, что военные Южной Осетии отказались пропустить на свою территорию грузинских миротворцев, следовавших к месту несения службы в селе Ачабети на территории Южной Осетии. Кризис удалось разрешить на трёхстороннем совещании командования российских и грузинских миротворцев при участии представителей МВД Южной Осетии. Грузинским военнослужащим было разрешено проследовать к месту своей дислокации в сопровождении российских миротворцев.
В связи с заявлением Грузии о необходимости расширения состава миротворцев в зоне грузино-осетинского конфликта за счёт Украины и других стран Министерство иностранных дел Украины 21 февраля сообщило о готовности направить миротворцев при условии соответствующего мандата ООН или ОБСЕ и соответствующего решения Верховной рады.
Лидер Южной Осетии Эдуард Кокойты 22 февраля выступил против расширения миротворческого контингента в зоне конфликта, заявив, что не видит альтернативы российским войскам. По его словам, односторонние действия Грузии являлись «сворачиванием процесса урегулирования и выдавливанием России из этого процесса и в целом из Кавказского региона». Министр иностранных дел непризнанной Южной Осетии Мурат Джиоев заявил, что Украина помогла бы установлению мира гораздо больше, если бы она перестала поставлять Грузии оружие.

### Март
28-29 марта во Владикавказе состоялось заседание Смешанной контрольной комиссии (СКК).

### Апрель
26 апреля парламент Южной Осетии принял два документа: «Политико-правовая оценка событий 1989—1992 гг.» и «Декларация о геноциде южных осетин в 1989—1992 гг». В последнем документе парламент обратился к мировому сообществу с просьбой признать геноцид южных осетин в 1989—1992 гг., а также правовую и моральную ответственность Грузии за геноцид южных осетин.

### Июнь
9 июня парламент Грузии принял в первом чтении Закон «Об имущественной реституции и реабилитации пострадавших в результате конфликта в бывшем автономном округе Южной Осетии».
Усиливающиеся между сторонами конфликта противоречия нашли отражение в повестке встречи президентов Путина и Саакашвили, прошедшей 13 июня в Санкт-Петербурге. Согласившись с тем, что пора решать «замороженные конфликты» президенты Грузии и России, тем не менее, не пришли к согласию ни по одному из вопросов. Говоря об урегулировании конфликтов в Абхазии и Южной Осетии, Путин подчёркивал право народов на самоопределение, Саакашвили же сказал, что Грузия — маленькая страна и порекомендовал «оставить её в покое».
14 июня лидеры трёх непризнанных государств — Абхазии, Южной Осетии и Приднестровья — подписали на трёхсторонней встрече в Сухуми совместную декларацию об общих принципах взаимоотношений и заявление о недопустимости изменения формата миротворческой операции в зонах конфликта.

### Июль
6 июля правительство Южной Осетии выразило беспокойство в связи со строительством Грузией новой военной базы недалеко от Цхинвали. По мнению югоосетинской стороны, создание базы для размещения 4000 военнослужащих и 600 человек обслуживающего персонала свидетельствует о намерении грузинских властей разрешить конфликт силовым путём.
9 и 13 июля в Цхинвале произошли теракты. В результате первого взрыва погиб секретарь Совета безопасности Южной Осетии Олег Алборов; в результате второго, организованного у дома депутата парламента Южной Осетии Бала Бестауты, командира роты оперативного реагирования министерства обороны республики, погибли двое подростков. В комментариях по поводу произошедших терактов осетинская и российская стороны обвинили Грузию в стремлении резко дестабилизировать обстановку в Южной Осетии в дни саммита Большой восьмёрки в Санкт-Петербурге.
13 июля военная полиция Грузии задержала близ Гори заместителя командующего Сухопутными войсками министерства обороны Российской Федерации генерал-лейтенанта Евгений Евневича и посла по особым поручениям МИД России, руководителя российской части Смешанной контрольной комиссии Юрия Попова, которые направлялись в Южную Осетию. Представители полиции потребовали у российских дипломатов отдать документы и, несмотря на их протесты, попытались досмотреть машину российского диппредставительства. Комментируя этот инцидент, госминистр Грузии по урегулированию конфликтов Георгий Хаиндрава назвал «безответственными» действия министра обороны Ираклия Окруашвили, напомнив, что задержание дипломатов является нарушением Венской конвенции.
В ночь на 15 июля на объездной дороге на участке Эредви — Тамарашени в районе миротворческого поста «Паук» на мине подорвался военнослужащий российского миротворческого батальона.
18 июля парламент Грузии единогласно принял постановление «О миротворческих операциях в зонах конфликтов в Грузии». В этом документе депутаты рекомендовали правительству Грузии приступить к процедуре незамедлительного приостановления «так называемого миротворческого процесса в Абхазии и Южной Осетии», а также незамедлительно приступить к работе над изменением миротворческого формата на международный.
Грузинское руководство рассчитывало обсудить вопрос пребывания российских миротворцев в Абхазии и Южной Осетии на встрече Михаила Саакашвили с Владимиром Путиным в ходе неформального саммита глав СНГ, проходившего в Москве 21-22 июля. 21 июля Михаил Саакашвили заявил об отказе от участия в саммите. Как сообщило «РИА-Новости», возможной причиной стала информация о том, что двусторонняя встреча с президентом России не состоится.
21 июля было отправлено в отставку правительство Грузии и оглашён состав нового правительства, в котором госминистра по урегулированию конфликтов Георгия Хаиндравы сменил Мераб Антадзе. По заявлению представителей грузинской парламентской оппозиции, уход Георгия Хаиндравы из кабинета министров означал победу «партии войны».

### Август — октябрь
В районе конфликта продолжались провокации — обстрелы, перестрелки, блокирование и минирование дорог, действия диверсионных групп.

### Ноябрь

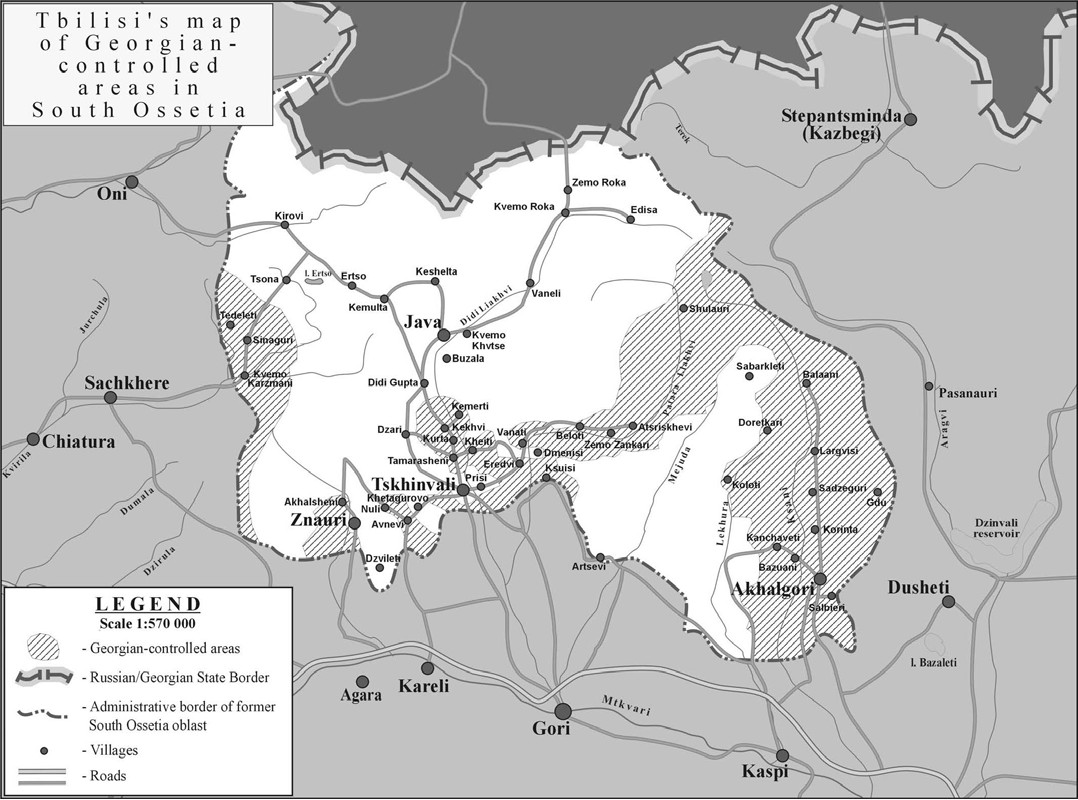
Территории Южной Осетии, контролируемые Грузией до 12 августа 2008 года (администрация Дмитрия Санакоева)

9 ноября произошли перестановки в составе правительства Грузии. Ираклий Окруашвили был смещён с поста министра обороны и назначен министром экономического развития, но уже через неделю подал в отставку. Новым министром обороны Грузии был назначен Давид Кезерашвили, ранее возглавлявший финансовую полицию Грузии.
12 ноября 2006 года на территории Южной Осетии, контролируемой правительством Эдуарда Кокойты, прошёл референдум о независимости и президентские выборы. Явка избирателей превысила 94 %, на избирательные участки пришло 52 тыс. человек. Грузинское правительство и многие международные организации заранее объявили проведённый референдум нелегитимным.
Одновременно на территории Цхинвальского региона, контролируемой грузинской стороной, прошли «альтернативные» выборы, в которых победил Дмитрий Санакоев. Вскоре Санакоев указом президента Грузии Михаила Саакашвили был назначен главой временной администрации Цхинвальского региона.

## 2007 год

### Май
25 мая в районе грузинского села Эргнети на мине подорвалась местная жительница Мзия Чубинидзе. Женщина получила ранения в живот и конечности и была госпитализирована в больницу города Гори. Как передавало Министерство печати Южной Осетии, командующий ССПМ М. Кулахметов заявил, что «женщина подорвалась на установленной грузинской стороной минной растяжке около незаконно выставленного поста в селе Эргнети».

### Июнь
Серия обстрелов в зоне конфликта в конце месяца, были раненые, сообщалось об одном погибшем

### Август
В ночь на 7 августа 2007 года в районе грузинского посёлка Цителубани в 65 км от Тбилиси упала ракета. При падении она не взорвалась, пострадавших не было, на месте падения образовалась воронка в несколько метров. Руководство Грузии утверждало, что ракета была выпущена с российского бомбардировщика Су-24, нарушившего воздушное пространство Грузии. Российское военное руководство категорически отрицало факт нарушения своими самолётами грузинского воздушного пространства. Инцидент получил международный резонанс и вызвал очередное охлаждение российско-грузинских отношений.
По данным МВД Грузии упавшей ракетой была противорадарная ракета Х-58 (по классификации НАТО AS-11), оснащённая фугасной боевой частью, содержащей 140 кг тротила, произведённая на оборонном предприятии России «Радуга». Грузинские власти назвали вторжением и агрессией со стороны России факт обстрела своей территории и обратились к международному сообществу с призывом обратить внимание на случившееся, дать этому адекватную оценку и оказать помощь в расследовании инцидента.
Первый вице-премьер России Сергей Иванов 11 августа заявил, что падение ракеты — это театрализованное представление, плохо срежиссированное грузинскими властями, направленное на срыв заседания смешанной контрольной комиссии по урегулированию грузино-осетинского конфликта. МИД России назвал инцидент новой провокацией со стороны Грузии.

## 2008 год

### Обострение конфликта
См.
- Грузино-российский кризис (2008),
- Эскалация грузино-южноосетинского конфликта летом 2008 года,
- Война в Грузии (2008).

### 16 августа — октябрь
См. Хронология событий после подписания перемирия

### Ноябрь
10 ноября утром, по сообщениям информационных агентств, двое грузинских полицейских погибли и трое получили ранения, подорвавшись на мине близ села Двани Карельского района Грузии. По словам местных жителей, взрыв произошёл, когда полицейские пытались снять осетинский флаг, который был водружён на одной из возвышенностей. По сообщению администрации региона Шида Картли, на мине подорвалась машина, в которой находились полицейские.
Глава Комитета информации и печати Южной Осетии Ирина Гаглоева заявила, что южноосетинская сторона непричастна к инциденту, обвинив Грузию в распространении дезинформации, имеющей целью скомпрометировать южноосетинскую сторону. По её словам, грузинские полицейские могли подорваться на собственных минах.
23 ноября кортеж президентов Польши и Грузии Леха Качиньского и Михаила Саакашвили был обстрелян на границе с Южной Осетией. Президент Польши находился в Грузии на торжествах, посвящённых пятой годовщине Революции роз. Качиньский отправился в лагерь беженцев, пострадавших во время августовского военного конфликта на Кавказе.
«Когда мы доехали до российского патруля, с их [с российской] стороны раздались выстрелы. Было как минимум три серии выстрелов из карабинов. Президент [Лех Качиньский] сохранял железное спокойствие. Это были наверняка выстрелы с российской стороны, но не могу однозначно утверждать — были ли эти выстрелы в воздух или в нашу сторону. Президенты не пострадали. Однако программа визита несколько изменилась, поэтому мы не знаем, состоится ли назначенная на вечер пресс-конференция президента Качиньского», — сказал в прямом эфире телеканала министр в канцелярии главы Польши Михал Каминьский, который в составе официальной делегации находился в колонне автомобилей. Правительство Южной Осетии и МИД России назвали этот инцидент провокацией: "Никакой стрельбы с наших позиций, а также с позиций южноосетинских войск не велось. Это провокация чистой воды, " — сказал министр иностранных дел России Сергей Лавров. — «Грузинские власти сами всё организуют, а потом обвиняют российскую и южноосетинскую стороны». Дмитрий Рогозин и Глеб Павловский также высказали мнение, что стрельба была организована грузинской стороной. Однако, со слов министра по информации и печати Южной Осетии Ирины Гаглоевой, автоматная очередь в воздух при приближении автомобилей кортежа к пограничному посту в Ахалгори была дана осетинскими пограничниками.
На пресс-конференции в Тбилиси Михаил Саакашвили и Лех Качиньский рассказали о происшествии, Саакашвили привёл его в подтверждение того, что Россия не выполняет план Медведева — Саркози в части возврата вооружённых сил на линию, предшествующую началу боевых действий. В своём выступлении Саакашвили в частности заявил: «В центре Грузии стоят оккупанты, у которых нет ни морального, ни юридического права там находиться».

### Декабрь
По заявлению Первого замминистра обороны РЮО Ибрагима Гассиева, 1 декабря со стороны грузинского села Квеши были обстреляны осетинские сёла Цхинвальского района Южной Осетии: «Огонь вёлся из крупнокалиберного оружия в направлении осетинских населённых пунктов Цхинвальского района приграничных с этим селом. Вооружённые силы и другие силовые структуры на провокации не поддались. Вместе с тем, дежурные силы и средства были приведены в боевую готовность».

## 2009 год

### Январь
9 января силовые структуры Южной Осетии заявили о подготовке диверсий против южноосетинских силовиков и российских военных на территории республики со стороны Грузии. Утверждалось, что для их проведения Грузией планируется задействовать население бывших так называемых «грузинских анклавов» в Южной Осетии. Позже в тот же день Министерство обороны Южной Осетии заявило о переброске до 300 грузинских военнослужащих к границе республики.
16 января, по сообщению МВД Грузии, в селе Кновели, неподалёку от границы с Южной Осетией, выстрелом с её территории убит 27-летний сотрудник полиции. Власти Южной Осетии отрицали причастность южноосетинских вооружённых формирований к инциденту. Миссия наблюдателей Евросоюза в Грузии осудила инцидент и выразила соболезнования родственникам и друзьям погибшего.
19 января около полудня, по сообщению Комитета по информации и печати Южной Осетии, в Ленингорском районе республики юго-восточнее села Ахмадзи в результате взрыва мины были ранены двое российских военнослужащих, по информации РИА Новости, получив осколочные ранения средней тяжести. По данным районной администрации, сработала противопехотная мина МОН-90, заложенная около поста российских военных.
Также 19 января, по сообщению МВД Грузии, в результате обстрела полицейского автомобиля с территории Южной Осетии двое грузинских полицейских получили ранения у поста грузинской полиции в селе Двани Карельского района около границы Южной Осетии.

### Март
29 марта губернатор региона Шида Картли Ладо Вардзилашвили заявил об обстреле грузинской машины в Карельском районе с территории, контролируемой осетинскими сепаратистами, в результате которого, по словам губернатора, погиб один полицейский и двое получили ранения.
Позже МВД Грузии сообщило, что на границе с Южной Осетией в районе села Двани Карельского района на мине подорвался грузинский патрульный автомобиль, пятеро полицейских получили тяжёлые ранения, один из них позже умер в больнице. По сообщению МВД Грузии, после прибытия на место происшествия полиции, сработала ещё одна мина, пострадали двое. По сообщению Первого канала телевидения Грузии, по прибывшим на место полицейским был открыт огонь, ранен начальник полиции Авневи.
Замминистра обороны Южной Осетии Ибрагим Гассеев заявил, что южноосетинская сторона не имеет никакого отношения к инциденту, обвинив грузинскую сторону в распространении информации провокационного характера. Министр подтвердил, что из южноосетинского села Мугут, граничащего с грузинским селом Двани, были слышны взрывы, но заявил, что не знает, что именно там произошло.

### Апрель
22 апреля на границе Грузии и Южной Осетии произошла перестрелка.

### Июль
29 июля, по данным югоосетинской стороны, по направлению к Цхинвали со стороны грузинского села Никози было выпущено два миномётных выстрела (по другим данным гранатомётных), оба выстрела разорвались в воздухе. Жертв и пострадавших не было. Грузинская же сторона заявила об аналогичных действиях со стороны Южной Осетии.
В ночь на 30 июля в окрестностях Цхинвала произошла перестрелка. Утром 30 июля МВД Грузии сообщило, что накануне в 23:30 со стороны Цхинвала из крупнокалиберного оружия обстреляли пост полиции в селе Никози, потерь с грузинской стороны нет. Источник в МВД Южной Осетии сообщил, что около полуночи со стороны полицейского поста было сделано два выстрела из гранатомёта, снаряды разорвались в воздухе, никто не пострадал; со стороны Цхинвала было произведено несколько предупреждающих выстрелов. Источник также сообщил, что южноосетинская сторона уже несколько недель ожидает вторжения с грузинской стороны.
В середине дня 30 июля в Ахалгорском районе, после войны 2008 года контролируемом властями Южной Осетии, сработало взрывное устройство. Погиб местный житель Гогита Гигаури, его жена и двое детей ранены и доставлены в больницу в Тбилиси. При этом президент Южной Осетии Эдуард Кокойты обвинил Грузию в минировании границы с Южной Осетии, чтобы, по его словам, не допустить возвращения её жителей-грузин в Цхинвали.
На следующий день, 31 июля, Эдуард Кокойты выдвинул территориальные претензии на принадлежащее Грузии Трусовское ущелье (ущелье Трусо). Оно обосновал их тем, что эта населённая осетинами территория, по его словам, «по непонятным причинам в советское время как-то перешла под административное управление Грузинской ССР». Однако, в действительности Трусовское ущелье до образования Грузинской ССР в 1922 году находилось на территории Грузии, входившей в Закавказскую Федерацию СССР.

### Август
1 августа в 9:25, по данным замминистра обороны Южной Осетии, со стороны грузинского села Дици, приграничного с осетинским селом Гередви, было выпущено два миномётных выстрела по наблюдательному пункту министерства обороны Южной Осетии, никто не пострадал.
В этот же день Министерство обороны РФ возложило ответственность за обострение ситуации на Грузию и заявило, что оставляет за собой право на применение всех имеющихся сил и средств «в случае дальнейших провокаций, представляющих угрозу населению Республики Южная Осетия, российскому воинскому контингенту, дислоцированному на территории Южной Осетии». В ответ на это МИД Грузии обвинил Россию в милитаристской риторике и нагнетании напряжённости с целью отпугнуть от Грузии иностранных инвесторов и спровоцировать экономический кризис в стране, указав, что «подобные заявления российского оборонного ведомства создают условия для опасного развития событий».
2 августа МИД Грузии заявил, что российские пограничники отметили территорию находящегося в Грузии села Квеши столбами с целью переноса границы Южной Осетии и получения более удобных стратегических позиций. По информации жителей села, один из столбов был перенесён на 500 метров вглубь грузинской территории, отсекая крестьян от их земель. 3 августа пограничное управление ФСБ РФ в Южной Осетии заявило, что у села Квеши на дороге между этим селом и южноосетинским селом Арцев действительно были установлены столбы высотой до метра, однако, по словам пограничников, это не пограничные знаки, а «временные инженерные заграждения, предназначенные для пресечения бесконтрольного перемещения через границу транспортных средств». Миссия наблюдателей Евросоюза в Грузии подтвердила, что не нашла свидетельств переноса границы в Квеши. При этом, по данным МИД Грузии, 3 августа столбы были сняты самими российскими военными.

### Сентябрь
24 сентября, по сообщению МВД Грузии, близ села Двани Карельского района Грузии на мине подорвался автомобиль грузинской полиции. Погибших нет, трое полицейских получили лёгкие ранения.
Инцидент предшествовал состоявшейся в этот же день на границе Грузии и Южной Осетии в селе Эргнети Горийского района встрече в рамках механизма по предотвращению инцидентов в зоне конфликта. Участники встречи договорились расследовать произошедший взрыв, обсудили меры безопасности и вопрос об освобождении Цхинвалом грузинских заключённых, задержанных по обвинению в контрабанде леса.

### Октябрь
В ночь на 14 октября, по сообщениям грузинских СМИ, произошёл взрыв на опоре линии электропередачи в селе Цагвли Хашурского района на востоке Грузии. В результате взрыва никто не пострадал.
19 октября в селе Эргнети на границе Южной Осетии и Грузии по предложению ОБСЕ состоялась внеочередная встреча рабочих групп по предотвращению инцидентов. На встрече присутствовали грузинская и югоосетинская делегации. По словам заместителя полпреда президента Южной Осетии по вопросам урегулирования М. Чигоева, тема встречи касалась судьбы без вести пропавших и осуждённых граждан Южной Осетии и Грузии. По словам замминистра иностранных дел Грузии А. Налбандова, во встречах участвуют представители правоохранительных структур.
Чигоев оценил встречу как напряжённую, и обвинил грузинскую сторону в неконструктивном подходе к вопросу. Налбандов назвал факт проведения встречи позитивным, но упрекнул южноосетинскую сторону в том, что та не всегда конструктивно себя ведёт.

## Иностранная военная помощь Грузии
До вторжения России в Грузию в 2008 году рядом государств-партнёров было принято решение об оказании военно-политической помощи Грузии. Помощь Грузии в разном масштабе оказывали Великобритания, США, Украина, Франция, Швеция, Израиль и иные страны. В частности, с началом президентства Михаила Саакашвили усилились массовые поставки материально-технической и гуманитарной помощи; были направлены тренировочные миссии для подготовки кадров Вооружённых сил Грузии, Национальной гвардии, погранвойск и полиции; помимо этого также были применены и другие формы поддержки со стороны различных стран и организаций.

### Великобритания
Великобритания до начала войны в августе 2008 года принимала участие в обучении военнослужащих грузинской армии и предоставила армейскую униформу.
В сентябре 2003 года «для оказания консультативной помощи грузинским военным» к министерству обороны Грузии была прикомандирована военный советник из Великобритании Патриция Шеринг.

### США
В период с начала 1998 года до августа 2001 года объём военной помощи, полученной Грузией из США составил 72 млн долларов.
В марте 2002 года США передали инженерной службе министерства обороны Грузии техническую помощь на сумму около 80 тыс. долларов (4 автомашины УАЗ, современные средства разминирования, спецодежда, компьютерная техника).

### Венгрия
Венгрия принимала участие в обучении военнослужащих грузинской армии.
К началу мая 2008 года из Венгрии было получено 66 бронетранспортёров, 44 пулемёта ПКМ, 1186 автоматов AMD-65, 600 шт. 82-мм миномётных мин, 5 тыс. дымовых гранат и партия патронов 7,62×39 мм.

### Узбекистан
В 2004 году Узбекистан поставил для ВВС Грузии один боевой вертолёт Ми-35.

### Сербия
К началу мая 2008 года из Сербии было получено 50 помповых ружей, 370 пистолетов, 20 млн патронов 7,62×39 мм, 3570 шт. пиропатронов, 390 шт. 122-мм дымовых снарядов SMOKE M-60, 1 тыс. шт. 125-мм кумулятивных снарядов HEAT-T M8P-1, 1690 шт. 125-мм бронебойных подкалиберных снарядов AP FSDS-T M-88, 76 560 шт. основных зарядов M-80 для 60-мм миномётных мин HEM-J3T, 13 тыс. основных зарядов M-45P3 для 82-мм миномётных мин HEM-68P1T, 15 тыс. сигнальных мин «Short Cartridge Illuminating».

### Польша
В 2007 году Польша поставила в Грузию около 30 переносных зенитно-ракетных комплексов «GROM E2»[уточнить] и 100 ракет к ним.